# Pedro Pérez Medina
Pedro Pérez Medina (Villaflor, Tenerife, España - Teapa, Tabasco, 1860) fue un político español que emigró a la Nueva España durante la época colonial, estableciéndose en el ahora estado mexicano de Tabasco el cual llegó a gobernar en dos ocasiones en forma interina, la primera como Jefe Superior Político y más tarde como Gobernador interino. 
Nació en el poblado de Villaflor, perteneciente a la isla de Tenerife, Islas Canarias, España, sin que se conozca la fecha, y falleció en su finca "San Cayetano" ubicada en el municipio de Teapa, estado de Tabasco.

## Jefe Superior Político de Tabasco
El Congreso Constituyente del Estado libre, independiente y soberano de Tabasco, se instaló el 3 de mayo de 1824 y dispuso en esa fecha, que en atención a la soberanía del estado José Antonio Rincón quien desde 1822 se desempeñaba como Jefe Superior Político de Tabasco, nombrado por Agustín de Iturbide, entregara el cargo a Pedro Pérez Medina, quien había ocupado el cargo de Primer Vocal de la Diputación Provincial establecida en 1823, para que se encargara del gobierno de Tabasco con el cargo de Jefe Superior Político de Tabasco hasta que el Poder Legislativo nombrase un gobernador interino.

"Que el jefe político cesante, Primer Vocal de la ex-Diputación Provincial, Pedro Pérez Medina continúe en sus funciones en tanto el Congreso Constituyente nombra el Poder Ejecutivo del Estado"
Congreso Constituyente del Estado de Tabasco

El Congreso Constituyente del estado, en virtud del decreto de organización provisional de su gobierno, el 8 de mayo de 1824, procedió a la elección de un gobernador y del Teniente General. Resultó elegido para tal fin Agustín Ruiz de la Peña, a quien Pedro Pérez Medina le entregó el cargo el 8 de mayo de ese año.

## Gobernador interino
Pedro Pérez Medina, ocupó el cargo de gobernador del estado una segunda ocasión cuando Agustín Ruiz de la Peña entró en pugna con el Comandante Militar de Tabasco José Antonio Rincón y con el Supremo Poder Ejecutivo de la Nación, por lo que el ministro de Guerra General de Brigada Manuel Mier y Teran, dio orden para suspender de su cargo a Ruiz de la Peña y trasladarlo en calidad de prisionero a la Ciudad de México.
Por lo anterior, Ruiz de la Peña tuvo que entregar el gobierno provisional a Pedro Pérez Medina, quien con el cargo de Vicegobernador Constitucional encargado del Poder Ejecutivo, estuvo al frente del gobierno del estado desde el 6 de diciembre de 1824 hasta el 31 de julio de 1825 al regreso de Ruiz de la Peña.
Durante su gobierno, en 1825 trajo a Tabasco la primera imprenta del estado, que fue el principal medio de propagación del gobierno, al poder editarse los periódicos oficiales, y de los ideales políticos planteados por los partidos opositores centralista y federalista.

### Primera Constitución del estado
Pedro Pérez Medina, fue el encargado de sancionar el 26 de febrero de 1825, la Primera Constitución Política del Estado libre, independiente y soberano de Tabasco, la cual había sido promulgada por el Congreso Constituyente del Estado el 5 de febrero de ese año.
En el año de 1840, durante el gobierno de Pedro Requena, Pérez Medina fue encarcelado.
Pedro Pérez Medina, falleció en su finca "San Cayetano", municipio de Teapa, Tabasco en 1860. Se casó dos veces, la primera con María de Jesús Sala y la segunda con María Dorotea Chacón y Villarejo.